# Sauget
Sauget ist eine Ortschaft in St. Clair County im US-Bundesstaat Illinois. Sie liegt in der Region Greater St. Louis. Das U.S. Census Bureau hat bei der Volkszählung 2020 eine Einwohnerzahl von 141 ermittelt.

## Geografie
Sauget in der Nähe von Saint Louis. Die Ortschaft hat eine Fläche von 11,95 km², davon sind 0,94 km² Wasserfläche. Sauget liegt im American Bottom, eine Überschwemmungsebene des Mississippi.

## Geschichte und Wirtschaft
Sauget wurde im Jahr 1926 als Monsanto gegründet. Sie sollte als Abladeplatz mit wenig Steuern für Monsanto-Chemiefabriken dienen. Zu Ehren ihres ersten Ortspräsidenten Leo Sauget wurde sie nach ihm umbenannt.
In Sauget sind die American Bottoms Treatment Plant, eine Kläranlage für die Illinois-Flanke der Greater St. Louis-Region und einige Industrieabwasseranlagen, ansässig.
Bevor Polychlorierte Biphenyle in den USA verboten wurde, stellte die Monsanto-Fabrik in Sauget diese her. Der Produktionsstandort ist jetzt ein sogenannter Superfund site, eine Altlast, die nachhaltige Umweltsanierungen erfordert.
Die Ortschaft beherbergte 2010 insgesamt 59 Gewerbebetriebe, darunter eine größere Firma zur Herstellung von Gummi- und Kunststoffdichtungen sowie einige Kleinbetriebe wie Lotterieverkauf oder Stripclubs, es existieren jedoch keine Supermärkte oder Schulen.
Sauget hat eine Feuerwehr mit 16 Mitgliedern und ein Polizeikommissariat mit 16 Mitgliedern. Es gibt einen Stadtwasser- und Abwasserdienst.

## Demografie
Diese Tabelle beschreibt die Entwicklung der Einwohner von 1930 bis 2010.
| Jahr | Einwohner¹ |
| ---- | ---------- |
| 1930 | 304        |
| 1940 | 359        |
| 1950 | 357        |
| 1960 | 324        |
| 1970 | 220        |
| 1980 | 205        |
| 1990 | 197        |
| 2000 | 249        |
| 2010 | 159        |
| 2020 | 141        |

¹1930 – 2020: Volkszählungsergebnisse

Laut einer Volkszählung im Jahr 2000, lebten 249 Personen in 101 Haushalten und 61 Familien in der Ortschaft. Die Bevölkerungsdichte bestand aus 23,3 Einwohner pro Quadratkilometer. Es gab 115 Wohneinheiten. Die Bevölkerung bestand zu 70,28 Prozent aus Weißen, 27,71 Prozent aus Afroamerikanern und 1,2 Prozent aus Asiaten. Lateinamerikaner stellten 0,80 Prozent der Einwohnerzahl dar.
Es gab 101 Haushalte, 27,7 Prozent hatten Kinder unter 18 Jahren und 36,6 Prozent waren zusammenlebende Ehepaare. 10,9 Prozent der Haushalte bestanden aus alleinlebenden Personen im Alter von 65 Jahren oder darüber. Im Durchschnitt lebten 2,47 Personen in einem Haushalt – in einer Familie waren es etwa 3,05.
Im Durchschnitt wurden die Menschen etwa 36 Jahre alt. 23,7 Prozent der Einwohner waren unter 18 Jahren, 10 Prozent waren zwischen 18 und 24 Jahren, 32,5 Prozent waren zwischen 25 und 44 Jahren, 22,9 Prozent waren zwischen 45 und 64 Jahren und 10,8 waren 65 Jahre oder älter. Die Einwohner bestanden zu 45 Prozent aus Männern und zu 55 Prozent aus Frauen.

## Sport
Die Ortschaft hat ein Basketballteam der Frontier League, die sich Gateway Grizzlies nennen.

## Popkultur
In dem Lied I Can't Stand L.A. von Bowling for Soup wird Sauget erwähnt. Die Band fordert in dem Lied, dass Sauget zu St. Louis gehören soll.